# Заза Буадзе
Заза Буадзе (груз. ზაზა ბუაძე; нар. 4 серпня 1962, Кутаїсі) — грузинський кінорежисер, сценарист. Має грузинське громадянство, з 2008 постійно проживає та працює в Україні. Працює в жанрах: драма, кримінал, короткометражка. Володіє грузинською, фарсі, англійською, українською, та російською мовами.

## Життєпис

### Освіта
- 2009—2010  — Mediterranean Film Institute script workshop (Нісірос, Самос, Греція)
- 2002—2003  — Nipkow program scholarship (Берлін, Німеччина)
- 1987—1990  — Вищі курси сценаристів і режисерів[ru] (Москва), майстерня Сергія Соловйова.
- 1979—1984  — Тбіліський державний університет, факультет сходознавства, фарсі та перська література[3].

## Фільмографія
У доробку Буадзе понад 60 рекламних кліпів, телешоу.

### Режисер
| #  | Назва українською               | Оригінальна назва          | Рік       | Тип фільму             | Роль                        | Компанія-виробник                                                    | Країна         | Мова                               | Примітка |
| -- | ------------------------------- | -------------------------- | --------- | ---------------------- | --------------------------- | -------------------------------------------------------------------- | -------------- | ---------------------------------- | --- |
| 1  | «Мій карпатський дідусь»        |                            | 2023      | художній фільм         | режисер                     |                                                                      | Україна Італія | українська, англійська, італійська | |
| 2  | «Небо-парасолька»               | «Umbrella-Sky»             | 2021      | художній фільм         | сценарист                   | ІнсайтМедіа (Україна) Faliro House Production (Греція)               | Україна Італія | українська, англійська, італійська | |
| 3  | «Мати Апостолів»                | н/д                        | 2020      | художній фільм         | режисер                     | студія «Золоте Руно»                                                 | Україна        | російська, українська              | н/д |
| 4  | «Позивний Бандерас»             | н/д                        | 2018      | художній фільм         | режисер                     | Три-я-да Продакшн                                                    | Україна        | російська, українська              | н/д |
| 5  | «Червоний»                      | «Красный»                  | 2017      | художній фільм         | режисер                     | ІнсайтМедія, (Україна), Одеська кіностудія (Україна), Artbox (Литва) | Україна        | російська, українська              | н/д |
| 6  | «Ніконов і Ко»                  | «Никонов и Ко»             | 2015-2015 | телесеріал             | режисер                     | Mama's Production (Україна), Film.ua (Україна)                       | Україна        | російська                          | спів-режисер: Тарас Ткаченко Всього 1 сезон (16 серій)                                                           |
| 7  | «І Бог зробив крок у порожнечу» | «И Бог шагнул в пустоту»   | 2013      | короткометражний фільм | автор, режисер              | Fresh Production (Україна)                                           | Україна        | російська                          | н/д |
| 8  | «Сонцеколо»                     | «Солнцекруг»               | 2010      | телефільм              | співавтор, режисер          | Fresh Production (Україна)                                           | Росія Україна  | російська                          | н/д |
| 9  | «Червоний лотос»                | «Красный лотос»            | 2008      | телефільм              | автор, режисер              | Fresh Production (Україна)                                           | Росія Україна  | російська                          | н/д |
| 10 | «Гроші для доньки»              | «Деньги для дочери»        | 2007      | телефільм              | співавтор сценарію, режисер | Fresh Production (Україна)                                           | Росія Україна  | російська                          | н/д |
| 11 | «Кава й пиво»                   | «ყავა და ლუდი»             | 2002-2005 | телесеріал             | автор, режисер              | Imedi TV (Грузія)                                                    | Грузія         | грузинська                         | режисер: Леван Кітія (5 сезон), режисер: Заза Буадзе (1-4 сезони). Всього 5 сезонів (40 серій)                   |
| 12 | «Серенада Місячної долини»      | «მთვარიანი ველის სერენადა» | 2004      | телефільм              | автор, режисер              | Imedi TV (Грузія)                                                    | Грузія         | грузинська                         | н/д |
| 13 | «Гударська казка»               | ?                          | ?         | музичний телефільм     | автор, режисер              | Rustavi 2 (Грузія)                                                   | Грузія         | грузинська                         | н/д |
| 14 | «Батумська війна»               | «ბათუმის ომი»              | 1995      | документальний фільм   | режисер                     | Adjara Film (Грузія)                                                 | Грузія         | грузинська                         | н/д |
| 15 | «Стіна»                         | «კედელი»                   | 1991      | художній фільм         | автор, режисер, сценарист   | Грузія-фільм (Грузія)                                                | Грузія         | грузинська                         | н/д |
| 16 | «Гавайський вальс»              | «ჰავაური ვალსი»            | 1990      | короткометражний фільм | режисер, сценарист          | Грузія-фільм                                                         | Грузинська РСР | грузинська                         | спів-режисер: Мірза-Ага Ашумов; сегмент у кіноальманасі «Бенкетувати — так бенкетувати, стріляти, так стріляти…» |

### Сценарист
| # | Назва українською  | Оригінальна назва                              | Рік  | Тип фільму             | Роль                                  | Компанія-виробник                                                                              | Країна                               | Мова                               | Примітка |
| - | ------------------ | ---------------------------------------------- | ---- | ---------------------- | ------------------------------------- | ---------------------------------------------------------------------------------------------- | ------------------------------------ | ---------------------------------- | --- |
| 1 | «Небо-парасолька»  | «The Unusual Greek Funeral in the Carpatheans» | 2020 | художній фільм         | сценарист                             | ІнсайтМедіа (Україна) Faliro House Production (Греція)                                         | Україна Італія                       | українська, англійська, італійська | режисер — Заза Буадзе у виробництві                                                                                |
| 2 | «Урсус»            | «Ursus»                                        | 2020 | художній фільм         | автор, сценарист, креативний продюсер | Fresh Production (Україна), Studio O (Грузія), Aktis Film (Німеччина), Geopoly Film (Болгарія) | Україна, Грузія, Німеччина, Болгарія | російська, грецька, німецька       | режисер: Отар Шаматава; у виробництві                                                                              |
| 3 | «Зрадник»          | «The Traitor»                                  | 2017 | художній фільм         | сценарист                             | «ІнсайтМедіа» (Україна) «Одеська кіностудія» (Україна) Artbox (Литва)                          | Україна, Литва                       | російська українська               | режисер: Марк Гаммонд                                                                                              |
| 4 | «Абсурдистан»      | «Absurdistan»                                  | 2008 | художній фільм         | сценарист                             | Veit Helmer Filmproduktion (Німеччина)                                                         | Німеччина                            | російська                          | режисер: Файт Хелмер;                                                                                              |
| 5 | «Стіна»            | «კედელი»                                       | 1991 | художній фільм         | автор, режисер, сценарист             | Грузія-фільм (Грузія)                                                                          | Грузія                               | грузинська                         | н/д |
| 6 | «Гавайський вальс» | «ჰავაური ვალსი»                                | 1990 | короткометражний фільм | режисер, сценарист                    | Грузія-фільм (Грузія)                                                                          | Грузія                               | грузинська                         | спів-режисер: Мірза-Ага Ашумов; сегмент у кіноальманасі «Бенкетувати — так бенкетувати, стрілляти, так стрілляти…» |

#### Фільм «Любов вбивці»
У грудні 2012 року Заза в інтерв'ю газеті Дзеркало тижня заявив, що він готується до зйомок фільму про агента КДБ Богдана Сташинського, вбивці героя українських визвольних змагань 1940-1960-х років Степана Бандери. На головні ролі в картині «Любов вбивці» Буадзе планував запросити відомих голлівудських акторів — Сема Райлі та Кірстен Данст.

## Сім'я
- Батько  — Леван Буадзе (1930) відомий у Грузії адвокат.
- Мати Ціала Буадзе (із дому Гвамберідзе), була винним технологом, померла 2013 року.
- Дружина — акторка Майє Туріашвілі.
- Син — Леван Буадзе — актор, режисер, сценарист.